# Errinopora stylifera
Errinopora stylifera är en nässeldjursart som först beskrevs av Hjalmar Broch 1935.  Errinopora stylifera ingår i släktet Errinopora och familjen Stylasteridae. Inga underarter finns listade i Catalogue of Life.